# Mauro Racca
Mauro Racca   (Torí, 3 d'abril de 1912 - Pàdua, 27 d'abril de 1977) va ser un tirador d'esgrima italià, especialista en sabre, que va competir durant les dècades de 1940 i 1950.
El 1948 va prendre part en els Jocs Olímpics d'Estiu de Londres, on guanyà la medalla de plata en la competició de sabre per equips del programa d'esgrima. Quatre anys més tard, als Jocs de Hèlsinki, revalidà la medalla de plata en la mateixa prova.
En el seu palmarès també destaquen sis medalles al Campionat del Món d'esgrima, quatre d'or i dues de plata, entre les edicions de 1938 i 1953.